# Nassarawa
Nassarawa is een Nigeriaanse staat. De hoofdstad is Lafia, de staat heeft 2.112.168 inwoners (2007) en een oppervlakte van 27.117 km².

## Lokale bestuurseenheden
Er zijn 13 lokale bestuurseenheden (Local Government Areas of LGA's). Elk LGA wordt bestuurd door een gekozen raad met aan het hoofd een democratisch gekozen voorzitter.
De lokale bestuurseenheden zijn:
| - Akwanga - Awe - Doma - Karu - Keana - Keffi - Kokona |  | - Lafia - Nassarawa - Nassarawa-Egon - Obi - Toto - Wamba |

Abia · Adamawa · Akwa Ibom · Anambra · Bauchi · Bayelsa · Benue · Borno · Cross River · Delta · Ebonyi · Edo · Ekiti · Enugu · Gombe · Imo · Jigawa · Kaduna · Kano · Katsina · Kebbi · Kogi · Kwara · Lagos · Nassarawa · Niger · Ogun · Ondo · Osun · Oyo · Plateau · Rivers · Sokoto · Taraba · Yobe · Zamfara
Federaal district: Federal Capital Territory